# Dorian Boccolacci
Dorian Boccolacci (ur. 9 września 1998 w Cannes) – francuski kierowca wyścigowy. Wicemistrz Francuskiej Formuły 4 w 2014 roku oraz Europejskiego Pucharu Formuły Renault 2.0 w 2016 roku. Były kierowca Formuły 2 w latach 2018-2019.

## Życiorys

### Formuła 4
Po licznych sukcesach w kartingu, Boccolacci rozpoczął karierę w jednomiejscowych samochodach wyścigowych w 2014 roku od startów we Francuskiej Formule 4. W ciągu 21 wyścigów, w których wystartował, ośmiokrotnie stawał na podium, w tym dwukrotnie na jego najwyższym stopniu. Dorobek 3238 punktów pozwolił mu zdobyć tytuł wicemistrza serii, ze stratą jednak przeszło stu punktów do mistrzostwa.

### Formuła 3
W sezonie 2015 awansował do Europejskiej Formuły 3, w której reprezentował barwy francuskiego zespołu Signature. Boccolacci pięciokrotnie sięgał po punkty, najlepszy wynik odnotowując w drugim starcie na belgijskim torze Spa-Francorchamps, gdzie był piąty. Dorobek 27 punktów (tyle samo miał Hindus Arjun Maini, jednak zajął wyższa lokatę w dwóch wyścigach) sklasyfikował Francuza na 19. miejscu.

## Wyniki

### Podsumowanie
| Sezon | Seria                                         | Zespół                             | Starty | P1 | PP | NO | Podia | Punkty | Pozycja |
| ----- | --------------------------------------------- | ---------------------------------- | ------ | -- | -- | -- | ----- | ------ | ------- |
| 2014  | Francuska Formuła 4                           |                                    | 21     | 2  | 2  | 3  | 8     | 238    | 2       |
| 2015  | Europejska Formuła 3                          | Signature                          | 32     | 0  | 0  | 0  | 0     | 27     | 19      |
| 2015  | Grand Prix Makau                              | Signature                          | 1      | 0  | 0  | 0  | 0     | N/A    | 11      |
| 2015  | Alpejska Formuła Renault 2.0                  | ARTA Engineering                   | 0      | 0  | 0  | 0  | 0     | 0      | NS      |
| 2016  | Europejski Puchar Formuły Renault 2.0         | Tech 1 Racing                      | 15     | 2  | 2  | 3  | 7     | 200    | 2       |
| 2016  | Północnoeuropejski Puchar Formuły Renault 2.0 | Tech 1 Racing                      | 15     | 1  | 0  | 1  | 6     | 226    | 3       |
| 2016  | Euroformula Open Championship                 | Teo Martin Motorsport              | 2      | 0  | 0  | 0  | 1     | 0      | NS†     |
| 2017  | Seria GP3                                     | Trident                            | 14     | 1  | 0  | 0  | 3     | 93     | 6       |
| 2018  | Seria GP3                                     | MP Motorsport                      | 9      | 1  | 1  | 0  | 1     | 58     | 10      |
| 2018  | Formuła 2                                     | MP Motorsport                      | 8      | 0  | 0  | 0  | 0     | 3      | 21      |
| 2019  | Formuła 2                                     | Campos Racing                      | 10     | 0  | 0  | 0  | 0     | 30     | 14      |
| 2019  | Formuła 2                                     | Trident                            | 2      | 0  | 0  | 0  | 0     | 30     | 14      |
| 2019  | Blancpain Endurance Series                    | Saintéloc Racing                   | 1      | 0  | 0  | 0  | 0     | 0      | NS      |
| 2020  | ADAC GT Masters                               | Team Zakspeed BKK Mobil Oil Racing | 14     | 1  | 0  | 0  | 1     | 70     | 12      |
| 2020  | Blancpain Endurance Series                    | Saintéloc Racing                   | 4      | 0  | 0  | 0  | 0     | 22     | 15      |
| 2020  | Lamborghini Super Trofeo Europe – Pro         | Oregon Team                        | 2      | 0  | 0  | 0  | 0     | 0      | NS      |
| 2020  | International GT Challenge                    | Audi                               | 1      | 0  | 0  | 0  | 0     | 10     | 16      |
| 2021  | Porsche Supercup                              | Martinet by Alméras                | 8      | 0  | 0  | 0  | 2     | 81     | 6       |
| 2021  | Porsche Carrera Cup Germany                   | Martinet by Alméras                | 12     | 4  | 5  | 1  | 8     | 229    | 2       |
| 2021  | Porsche Carrera Cup France                    | Martinet by Alméras                | 4      | 0  | 0  | 1  | 0     | 0      | NS†     |

† – Jako gość nie mógł zdobywać punktów.
| Legenda oznaczeń w tabelach wyników Wyświetl szablon na nowej stronie | Legenda oznaczeń w tabelach wyników Wyświetl szablon na nowej stronie                                                                     |
| Oznaczenie                                                            | Wyjaśnienie |
| --------------------------------------------------------------------- | --- |
| Złoty                                                                 | Zwycięzca lub mistrzostwo |
| Srebrny                                                               | 2. miejsce lub wicemistrzostwo |
| Brązowy                                                               | 3. miejsce lub II wicemistrzostwo |
| Zielony                                                               | Ukończył, punktował (w klasyfikacji generalnej, gdy zdobył co najmniej jeden punkt na przestrzeni sezonu, poza trzema powyższymi opcjami) |
| Niebieski                                                             | Ukończył, nie punktował (w klasyfikacji generalnej, gdy nie zdobył co najmniej jednego punktu na przestrzeni sezonu)                      |
| Czerwony                                                              | Nie zakwalifikował się (NZ) |
| Czerwony                                                              | Nie prekwalifikował się (NPK) |
| Różowy                                                                | Nie ukończył (NU) |
| Różowy                                                                | Niesklasyfikowany (NS) (w klasyfikacji generalnej, gdy nie został sklasyfikowany w żadnym wyścigu sezonu)                                 |
| Czarny                                                                | Zdyskwalifikowany (DK) |
| Czarny                                                                | Wykluczony (WYK/EX) |
| Biały                                                                 | Nie wystartował (NW) |
| Biały                                                                 | Kontuzjowany (K/INJ) |
| Biały                                                                 | Wyścig odwołany (OD/C) |
| Bez koloru                                                            | Został wycofany (WYC/WD) |
| Bez koloru                                                            | Nie przybył (NP/DNA) |
| Bez koloru                                                            | Nie brał udziału w treningach (NT/DNP) |
| Bez koloru                                                            | Nie został zgłoszony (–) |
| Pogrubienie                                                           | Start z pole position |
| Kursywa                                                               | Najszybsze okrążenie wyścigu |
| †                                                                     | Nie ukończył, ale jego rezultat został zaliczony ze względu na przejechanie więcej niż 90% dystansu wyścigu.                              |
| *                                                                     | Sezon w trakcie |
| 1/2/3                                                                 | Punktowana pozycja w sprincie kwalifikacyjnym                                                                                             |
| Lista systemów punktacji Formuły 1                                    | |

### GP3
| Rok  | Zespół        | Wyniki w poszczególnych eliminacjach | Wyniki w poszczególnych eliminacjach | Wyniki w poszczególnych eliminacjach | Wyniki w poszczególnych eliminacjach | Wyniki w poszczególnych eliminacjach | Wyniki w poszczególnych eliminacjach | Wyniki w poszczególnych eliminacjach | Wyniki w poszczególnych eliminacjach | Wyniki w poszczególnych eliminacjach | Wyniki w poszczególnych eliminacjach | Wyniki w poszczególnych eliminacjach | Wyniki w poszczególnych eliminacjach | Wyniki w poszczególnych eliminacjach | Wyniki w poszczególnych eliminacjach | Wyniki w poszczególnych eliminacjach | Wyniki w poszczególnych eliminacjach | Wyniki w poszczególnych eliminacjach | Wyniki w poszczególnych eliminacjach | Punkty | Pozycja |
| ---- | ------------- | ------------------------------------ | ------------------------------------ | ------------------------------------ | ------------------------------------ | ------------------------------------ | ------------------------------------ | ------------------------------------ | ------------------------------------ | ------------------------------------ | ------------------------------------ | ------------------------------------ | ------------------------------------ | ------------------------------------ | ------------------------------------ | ------------------------------------ | ------------------------------------ | ------------------------------------ | ------------------------------------ | ------ | ------- |
| 2017 | Trident       | CAT                                  | CAT                                  | RBR                                  | RBR                                  | SIL                                  | SIL                                  | HUN                                  | HUN                                  | SPA                                  | SPA                                  | MNZ                                  | MNZ                                  | JER                                  | JER                                  | YAS                                  | YAS                                  |                                      |                                      | 93     | 6       |
| 2017 | Trident       | 6                                    | 2                                    | 9                                    | 17                                   | 8                                    | NW                                   | 5                                    | 4                                    | 5                                    | 17                                   | 14                                   | OD                                   | 7                                    | 2                                    | 7                                    | 1                                    |                                      |                                      | 93     | 6       |
| 2018 | MP Motorsport | CAT                                  | CAT                                  | LEC                                  | LEC                                  | RBR                                  | RBR                                  | SIL                                  | SIL                                  | HUN                                  | HUN                                  | SPA                                  | SPA                                  | MNZ                                  | MNZ                                  | SOC                                  | SOC                                  | YAS                                  | YAS                                  | 58     | 10      |
| 2018 | MP Motorsport | 5                                    | 5                                    | NU                                   | 14                                   | 10                                   | 5                                    | 5                                    | 9                                    | 8                                    | 1                                    | –                                    | –                                    | –                                    | –                                    | –                                    | –                                    | –                                    | –                                    | 58     | 10      |

### Formuła 2
| Rok  | Zespół        | Wyniki w poszczególnych eliminacjach | Wyniki w poszczególnych eliminacjach | Wyniki w poszczególnych eliminacjach | Wyniki w poszczególnych eliminacjach | Wyniki w poszczególnych eliminacjach | Wyniki w poszczególnych eliminacjach | Wyniki w poszczególnych eliminacjach | Wyniki w poszczególnych eliminacjach | Wyniki w poszczególnych eliminacjach | Wyniki w poszczególnych eliminacjach | Wyniki w poszczególnych eliminacjach | Wyniki w poszczególnych eliminacjach | Wyniki w poszczególnych eliminacjach | Wyniki w poszczególnych eliminacjach | Wyniki w poszczególnych eliminacjach | Wyniki w poszczególnych eliminacjach | Wyniki w poszczególnych eliminacjach | Wyniki w poszczególnych eliminacjach | Wyniki w poszczególnych eliminacjach | Wyniki w poszczególnych eliminacjach | Wyniki w poszczególnych eliminacjach | Wyniki w poszczególnych eliminacjach | Wyniki w poszczególnych eliminacjach | Wyniki w poszczególnych eliminacjach | Punkty | Pozycja |
| ---- | ------------- | ------------------------------------ | ------------------------------------ | ------------------------------------ | ------------------------------------ | ------------------------------------ | ------------------------------------ | ------------------------------------ | ------------------------------------ | ------------------------------------ | ------------------------------------ | ------------------------------------ | ------------------------------------ | ------------------------------------ | ------------------------------------ | ------------------------------------ | ------------------------------------ | ------------------------------------ | ------------------------------------ | ------------------------------------ | ------------------------------------ | ------------------------------------ | ------------------------------------ | ------------------------------------ | ------------------------------------ | ------ | ------- |
| 2018 | MP Motorsport | BHR                                  | BHR                                  | BAK                                  | BAK                                  | CAT                                  | CAT                                  | MON                                  | MON                                  | LEC                                  | LEC                                  | RBR                                  | RBR                                  | SIL                                  | SIL                                  | HUN                                  | HUN                                  | SPA                                  | SPA                                  | MNZ                                  | MNZ                                  | SOC                                  | SOC                                  | YAS                                  | YAS                                  | 3      | 21      |
| 2018 | MP Motorsport | –                                    | –                                    | –                                    | –                                    | –                                    | –                                    | –                                    | –                                    | –                                    | –                                    | –                                    | –                                    | –                                    | –                                    | –                                    | –                                    | 15                                   | 18                                   | NU                                   | 7                                    | 13                                   | 8                                    | 12                                   | 12                                   | 3      | 21      |
| 2019 |               | BHR                                  | BHR                                  | BAK                                  | BAK                                  | CAT                                  | CAT                                  | MON                                  | MON                                  | LEC                                  | LEC                                  | RBR                                  | RBR                                  | SIL                                  | SIL                                  | HUN                                  | HUN                                  | SPA                                  | SPA                                  | MNZ                                  | MNZ                                  | SOC                                  | SOC                                  | YAS                                  | YAS                                  | 30     | 14      |
| 2019 | Campos Racing | 15                                   | 17                                   | 6                                    | 7                                    | 14                                   | 18                                   | 4                                    | 5                                    | NU                                   | 13                                   | –                                    | –                                    | –                                    | –                                    | –                                    | –                                    | –                                    | –                                    | –                                    | –                                    | –                                    | –                                    | –                                    | –                                    | 30     | 14      |
| 2019 | Trident       | –                                    | –                                    | –                                    | –                                    | –                                    | –                                    | –                                    | –                                    | –                                    | –                                    | –                                    | –                                    | NU                                   | 14                                   | –                                    | –                                    | –                                    | –                                    | –                                    | –                                    | –                                    | –                                    | –                                    | –                                    | 30     | 14      |

### Porsche Supercup
| Rok  | Zespół              | Wyniki w poszczególnych eliminacjach | Wyniki w poszczególnych eliminacjach | Wyniki w poszczególnych eliminacjach | Wyniki w poszczególnych eliminacjach | Wyniki w poszczególnych eliminacjach | Wyniki w poszczególnych eliminacjach | Wyniki w poszczególnych eliminacjach | Wyniki w poszczególnych eliminacjach | Punkty | Pozycja |
| ---- | ------------------- | ------------------------------------ | ------------------------------------ | ------------------------------------ | ------------------------------------ | ------------------------------------ | ------------------------------------ | ------------------------------------ | ------------------------------------ | ------ | ------- |
| 2021 | Martinet by Alméras | MCO                                  | RBR                                  | RBR                                  | HUN                                  | SPA                                  | ZAN                                  | MNZ                                  | MNZ                                  | 81     | 6       |
| 2021 | Martinet by Alméras | 3                                    | 4                                    | 13                                   | 21                                   | 7                                    | 9                                    | 2                                    | 9                                    | 81     | 6       |
| 2022 | Martinet by Alméras | IMO                                  | MCO                                  | SIL                                  | RBR                                  | LEC                                  | SPA                                  | ZAN                                  | MNZ                                  | 58     | 7       |
| 2022 | Martinet by Alméras | 6                                    | 2                                    | NU                                   | NU                                   | 12                                   | 11                                   | 7                                    | 6                                    | 58     | 7       |